# Coussarea catingana
Coussarea catingana är en måreväxtart som beskrevs av Johannes Müller Argoviensis. Coussarea catingana ingår i släktet Coussarea och familjen måreväxter. Inga underarter finns listade i Catalogue of Life.